# Xavier Dorison
Xavier Dorison est un scénariste de bande dessinée français, né le 8 octobre 1972 à Paris.

## Carrière
Diplômé d'une école de commerce, il débute avec la série Le Troisième Testament en 1997, qui est un succès critique et un succès d'édition[réf. nécessaire]. Il scénarise ensuite Prophet pour Mathieu Lauffray en 2000, Sanctuaire pour Christophe Bec en 2001 et W.E.S.T. pour Christian Rossi en 2003.
En 2006, il signe le scénario du film Les Brigades du Tigre. En 2007, il entame une nouvelle série de bande dessinée avec Matthieu Lauffray, Long John Silver  qui connaît un franc succès.
Depuis 2009, il enseigne également le scénario à l'École Émile-Cohl (Lyon), à la FEMIS (section série télé) et chez Gallimard dans le cadre des Ateliers de la NRF. Il intervient comme script doctor sur de nombreux films.
Entre 2012 et 2016, il collabore avec le dessinateur Thomas Allart sur la série « politique-fiction financière » HSE (Human Stock Exchange), qui reçoit un accueil tiède sur Actua BD mais est remarquée dans Le Monde, Le Monde diplomatique, La Tribune, Valeurs actuelles, Le Matin et d'autres périodiques,.
Il écrit aussi le one-shot médiéval Le Maître d'Armes, mis en images par Joël Parnotte.
En août 2014, la reprise de l'écriture de la série Thorgal par Dorison est officialisée. Le scénariste remplace alors Yves Sente, responsable créatif de la série et de son univers étendu. Dorison travaille ainsi sur le tome 35 de la série mère, Le Feu écarlate, et sur la série dérivée Kriss de Valnor, dont il signe les scénarios des tomes 6 et 7, en association avec Mathieu Mariolle. En 2016, après donc un total de trois albums pour la saga, il quitte la série soudainement, alors qu'il était supposé conclure différentes intrigues de Thorgal dans un tome 36 attendu. En cause, des conflits scénaristiques avec le dessinateur, Grzegorz Rosiński[réf. souhaitée]. Mariolle conclura donc seul la série dérivée Kriss de Valnor, et c'est Yann, déjà scénariste des deux autres séries dérivées, Louve et La jeunesse de Thorgal, qui conclura le cycle amorcé par Yves Sente et réorienté par Dorison avec un album publié fin 2018.
En 2015, sort le premier tome de la série Undertaker (bande dessinée), intitulé "Le mangeur d'Or" qu'il scénarise et pour laquelle il travaille avec Ralph Meyer , au dessin et Caroline Delabie pour la mise en couleur. Forte de son succès hors norme dans le paysage de la BD actuel, la série compte en 2023,  sept tomes et le huitième "Le monde selon Oz" est prévu pour septembre 2025. 
Après avoir scénarisé le diptyque westerno-fantastique Ulysse 1781 chez Delcourt, il revient à son best-seller Undertaker. 
Parallèlement, il lance une série fantastique chez Dargaud, Aristophania. 
Avec Félix Delep, il lance Le Château des animaux, série animalière inspirée de La Ferme des animaux de George Orwell ; le premier volume paraît en 2018.
En 2020, il est recruté parmi la « Red Team », un groupe de 10 auteurs de science-fiction chargés de faire de la prospective pour le ministère des Armées, en imaginant « les futures crises géopolitiques et ruptures technologiques impliquant les militaires », afin de défendre la « souveraineté de la France »,.
En décembre 2020, il annonce la sortie d'un roman graphique sur Goldorak, prévu en octobre 2021 : l'histoire se déroule après la fin de la série animée. L'album sort en octobre 2021 et se vend à plus de 300 000 exemplaires et devient (en chiffre d'affaires) la plus grosse vente de l'année en BD derrière Astérix.

## Œuvres

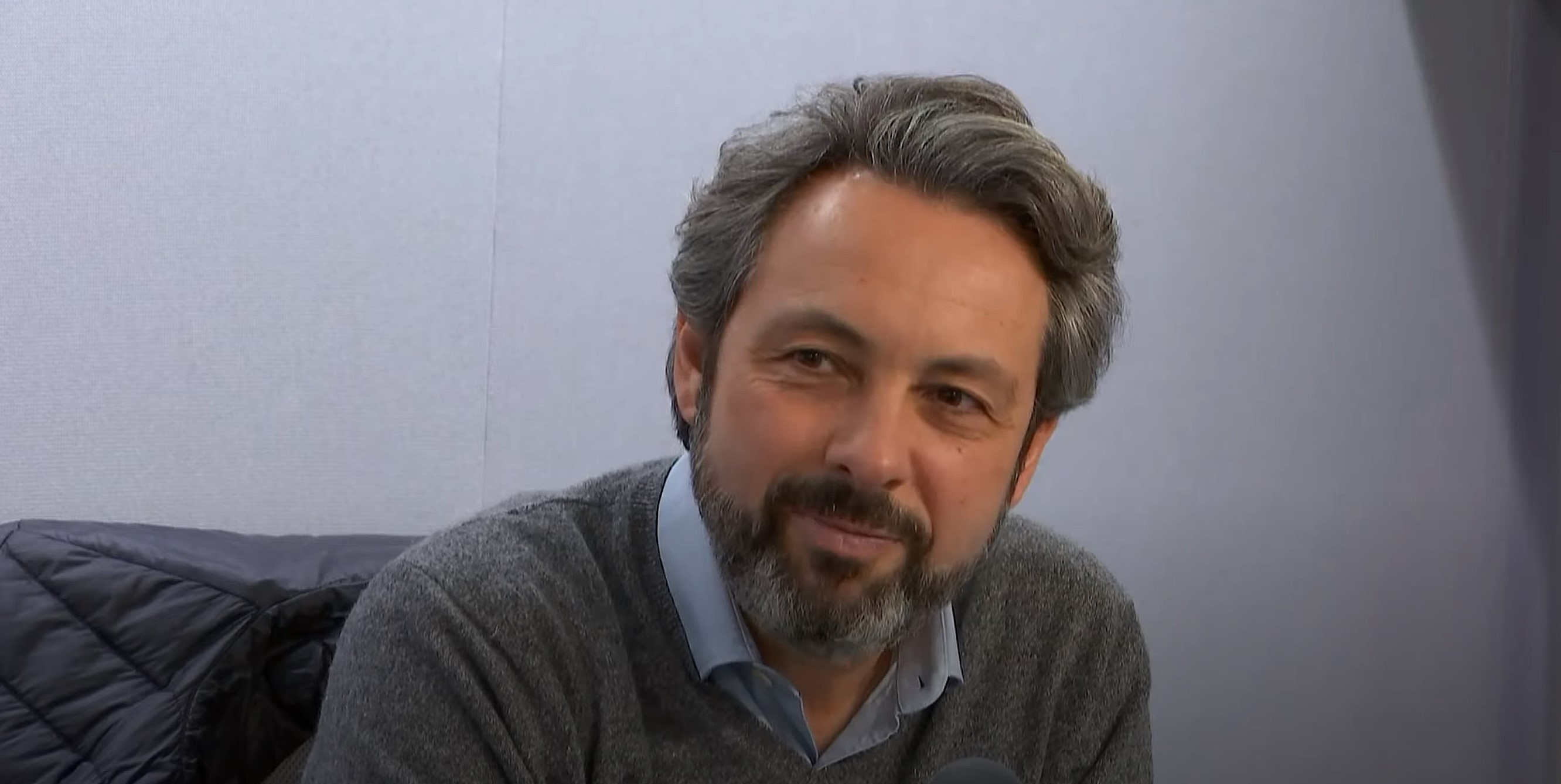
Xavier DORISON / France Culture / 27 Décembre 2022

### One shots
- Une aventure des Brigades du Tigre, Glénat, « Grafica », 2006
Scénario : Xavier Dorison et Fabien Nury - Dessin : Jean-Yves Delitte - Couleurs : Patricia Faucon -  (ISBN 978-2-7234-5402-5)
- Comment faire fortune en juin 40, Casterman, 2015
Scénario : Xavier Dorison et Fabien Nury - Dessin : Laurent Astier - Couleurs : Laurence Croix -  (ISBN 978-2-203-09181-8)
- Goldorak[16],[17], scénario de Denis Bajram et Xavier Dorison, dessins de Brice Cossu, de Xavier Dorison et d'Alexis Sentenac, couleurs de Yoann Guillo, d’après l’œuvre de Go Nagai, Kana, 2021  (ISBN 978-2-505-06342-1)
- Le Maître d'armes, Dargaud, 2015
Scénario : Xavier Dorison - Dessin et couleurs : Joël Parnotte -  (ISBN 978-2-505-07846-3)

## Filmographie en tant que scénariste
- 2006 : Les Brigades du Tigre de Jérôme Cornuau, en collaboration avec Fabien Nury
- 2012 : Pour toi j'ai tué de Laurent Heynemann, téléfilm en collaboration avec Fabien Nury

## Prix et distinctions
- 2014 : prix Mireille-Lantéri pour Pour toi j'ai tué (avec Fabien Nury)
- 2016 : prix Saint-Michel du scénario pour Comment faire fortune en juin 40 (avec Fabien Nury)[18].
- 2016 : prix international du manga pour Le Maître d'armes (avec Joël Parnotte)[19],[20]
- 2016 : Prix de la BD Fnac Belgique[21],[22] pour Undertaker, tome 1 : Le Mangeur d'or, dessins de Ralph Meyer
- 2016 : finaliste Prix de la BD Fnac France Inter[23] pour Undertaker, tome 1 : Le Mangeur d'or, dessins de Ralph Meyer
- 2023 : prix Marine Bravo Zulu de l'ACORAM[24] pour 1629, ou l'effrayante histoire des naufragés du Jakarta, tome 1 : L'apothicaire du diable, dessins de Thimothée Montaigne

### Documentation
- Patrick Gaumer, « Dorison, Xavier », dans Dictionnaire mondial de la BD, Paris, Larousse, 2010 (ISBN 9782035843319), p. 271.
- Joël Parnotte et Emmanuel Lafrogne, « Joël Parnotte : "Des images fortes" », sur Tout en BD, 20 octobre 2015.
- Philippe Tomblaine, « Aristophania T1 : la French Fantasy selon Xavier Dorison… », sur BD Zoom, 21 janvier 2019.
- Philippe Tomblaine, « Le Maître d’armes par Joël Parnotte et Xavier Dorison », sur BD Zoom, 8 octobre 2015.
- Thierry Wagner, « Dur dur d'être en BD », Casemate, no 128,‎ août-septembre 2019, p. 20-21.
- Philippe Peter, « Le Château des animaux : sortez-vous les pattes », dBD, no 138,‎ novembre 2019, p. 67.
- Valentin Paquot, « Xavier Dorison, le scénariste aux mains d’or de la bande dessinée », Le Figaro,‎ 2 novembre 2019 (lire en ligne).
- Jérôme Lachasse, « BD: qui est Xavier Dorison, le scénariste aux 3 millions d’albums vendus? », sur BFMTV, 13 octobre 2019.

Interviews
- Xavier Dorison et Mathieu Lauffray (int. par Aude Ettori et Fabrice Deraedt), « Interview de Xavier Dorison et Mathieu Lauffray », Ekllipse, Semic, no 9,‎ mai 2001, p. 56-63.
- Xavier Dorison (int. par Jean-Pierre Fuéri), « Xavier Dorison au son du canon », BoDoï, no 58,‎ décembre 2002, p. 62-67.
- Xavier Dorison, Mathieu Lauffray et Nicolas Anspach, « Dorison & Lauffray : "Pour Long John Silver, nous avons opté pour un style baroque et déroutant" », sur Actua BD, 28 juin 2007.
- Xavier Dorison (interviewé), Enrique Breccia (interviewé) et Nina Stavisky, « Dorison & Breccia : debout, super-poilu », dBD, no 17,‎ octobre 2007, p. 64-67.
- Xavier Dorison (interviewé) et Frédéric Bosser, « Xavier Dorison : un nouveau cap », dBD, no 137,‎ octobre 2019, p. 34-41.